# 紐西蘭—美國關係

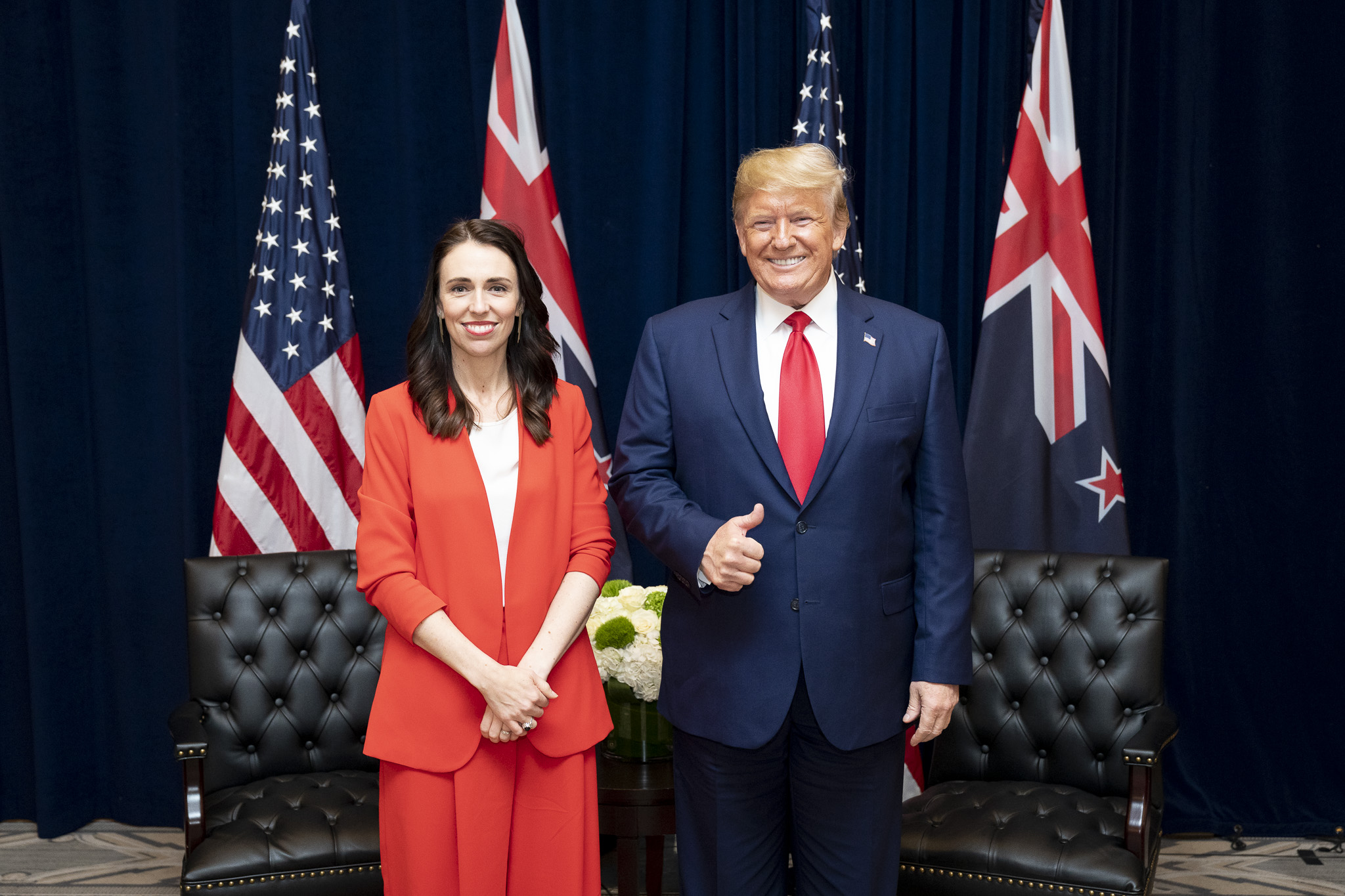
2019年9月，紐西蘭總理傑辛達·阿德恩與美國總統唐納德·特朗普在紐約市的合影。

紐西蘭—美國關係是指紐西蘭與美國的國際關係。根據美國國務院的報告，截至2011年8月，紐西蘭與美國之間的關係被描述為「數十年來最緊密的」。紐西蘭在非北約盟友中居於優勢地位。
美國和紐西蘭共享相似的歷史和共同的祖先，都曾是英國殖民地，擁有自己的原住民社群。這兩個國家在多次戰爭中均是西方聯盟的成員。此外，它們與其他三個英語國家一同形成了五眼聯盟，共同參與間諜和情報合作。